# Ne nézz fel!
A Ne nézz fel! (eredeti cím: Don't Look Up) 2021-ben bemutatott amerikai szatirikus sci-fi, melynek forgatókönyvírója, rendezője és készítője Adam McKay. A főszerepben Leonardo DiCaprio és Jennifer Lawrence látható. A mellékszereplőket Rob Morgan, Jonah Hill, Mark Rylance, Tyler Perry, Timothée Chalamet, Ron Perlman, Ariana Grande, Kid Cudi, Himesh Patel, Melanie Lynskey, Michael Chiklis, Tomer Sisley, Paul Guilfoyle, Robert Joy, Cate Blanchett és Meryl Streep alakítja. A film a média, a kormány és a kultúra közömbösségének szatírája a klímaváltozással kapcsolatban. Grande és Mescudi a Just Look Up című dalban is közreműködött, amely a film zenéjének része.
A Hyperobject Industries és a Bluegrass Films gyártásában készült filmet 2019 novemberében jelentették be, majd néhány hónappal később a Paramount Pictures továbbadta a Netflixnek. Lawrence lett az első szereplő, aki csatlakozott a stábhoz, DiCaprio pedig azután írt alá, hogy McKayjel megbeszélte a forgatókönyv módosításait; a többi szereplő 2020 folyamán került be a stábba. A forgatás eredetileg 2020 áprilisában kezdődött volna az Egyesült Államok Massachusetts államában, de a folyamatban lévő COVID-19 világjárvány miatt novemberre halasztották, majd 2021 februárjáig húzódott.
A Ne nézz fel! 2021. december 10-én kezdte meg korlátozott számú moziforgalmazását, majd 2021. december 24-én a Netflixen is látható volt. Általánosságban vegyes véleményeket kapott a kritikusoktól, akik dicsérték a szereplőket. A kritikák ellenére a National Board of Review és az Amerikai Filmintézet a 2021-es év 10 legjobb filmje közé választotta, és négy jelölést kapott a 79. Golden Globe-díjra, köztük a legjobb film - musical vagy vígjáték kategóriában, valamint hatot a 27. Critics' Choice-díjra, köztük a legjobb film kategóriában.

## Rövid történet
Két csillagász próbálja figyelmeztetni az emberiséget egy közelgő üstökösről, amely el fogja pusztítani a Földet.

## Cselekmény
Kate Dibiasky, a Michigani Állami Egyetem csillagászhallgatója felfedez egy ismeretlen üstököst. Professzora, Dr. Randall Mindy kiszámítja, hogy az üstökös pályája keresztezi a Föld pályáját, és hogy a becsapódás körülbelül hat hónapon belül bekövetkezik, ami minden élőlényt elpusztít.
Teddy Oglethorpe kutató kíséretében Kate és Randall a Fehér Házba utazik, hogy bemutassák felfedezéseiket, de Janie Orlean amerikai elnökasszony, és munkatársai, köztük fia, Jason kabinetfőnök közömbösen fogadják őket. A lakosság televíziós műsoron keresztül történő tájékoztatási kísérlete is kudarcba fullad, bár Kate kamerás jelenetei vírusként terjednek az interneten. Amikor Orlean szexbotrányba keveredik, az üstökös fenyegetését bejelenti, hogy elterelje a figyelmet.
A hírt végül elterjeszti a média, és elindítanak egy űrhajót, amely képes eltalálni és eltéríteni az üstököst, megmentve ezzel a bolygót. A műveletet azonban a felszállás közepén félbeszakítják, amikor Peter Isherwell, a technológiai milliárdos és Orlean prominens támogatója felfedezi, hogy az üstökös trillió dollár értékű ásványi anyagokból áll, amelyek a Földön már hiánycikké váltak.
A Fehér Ház azt tervezi, hogy az üstököst kereskedelmi céllal felhasználja, mégpedig úgy, hogy a méretének csökkentéséhez széttörik, és a darabokat összegyűjtik. Kate és Teddy tiltakozásul azonnal lemondanak a műveletről, míg Randall engedelmesen az üstökös kereskedelmi lehetőségei mellett érvelő prominens személlyévé válik, és viszonyt kezd Brie Evantee talk-show műsorvezetővel.
A világ ideológiailag megosztottá válik azok között, akik az üstökös teljes megsemmisítését követelik, azok között, akik elítélik az indokolatlan pánikkeltést, és azok között, akik tagadják, hogy az üstökös egyáltalán létezik. Eközben Kate hazatér Michiganbe, és kapcsolatot kezd egy Yule nevű fiúval.
Miután felesége, June rájön a hűtlenségére, Randall feldühödik, és élő adásban ad kifejezést csalódottságának, és szónoklatba kezd, amelyben kritizálja Orlean kormányát a közelgő apokalipszis elhanyagolása miatt, és megkérdőjelezi az emberiség közönyét, mielőtt elhagyja az épületet, és kibékül Kate-tel.
Orlean és Isherwell terve az üstökös anyagainak visszaszerzésére kudarcba fullad, így egy csapat gazdag amerikaival együtt menekülniük kell egy űrhajóval, amelyet arra terveztek, hogy megtalálják a legközelebbi Föld-szerű bolygót. Ennek során azonban véletlenül hátrahagyják Jasont. Indulás előtt Orlean helyet ajánl Randallnak az űrhajón, de a férfi visszautasítja, és inkább Kate, a családja, Yule és Teddy társaságában tölti utolsó pillanatait.
Az üstökös végül becsapódik a bolygóba, és mindenkit megöl. Egy huszonkétezer évvel később játszódó, a stáblista közepén látható jelenetben az elnöki hajó egy virágzó idegen bolygón landol. Az utasok felébrednek a hibernációs álomból, és szemügyre veszik a környezetet, de a bolygó vadállatai a Bronterocok azonnal megtámadják és megölik őket. A stáblista utáni jelenetben látható, hogy Jason túlélte a földi élet kihalását, és azon tűnődik, vajon az anyja még visszajön-e, miközben a telefonján dokumentálja az utóhatásokat.

## Szereplők
| Szerep                    | Színész           | Magyar hang        |
| ------------------------- | ----------------- | ------------------ |
| Dr. Randall Mindy         | Leonardo DiCaprio | Hevér Gábor        |
| Kate Dibiasky             | Jennifer Lawrence | Földes Eszter      |
| Janie Orlean elnökasszony | Meryl Streep      | Bánsági Ildikó     |
| Brie Evantee              | Cate Blanchett    | Bertalan Ágnes     |
| Dr. Teddy Oglethorpe      | Rob Morgan        | Kálid Artúr        |
| Jason Orlean kabinetfőnök | Jonah Hill        | Elek Ferenc        |
| Peter Isherwell           | Mark Rylance      | Fazekas István     |
| Dr. Calder                | Hettienne Park    | Kisfalvi Krisztina |
| Jack Bremmer              | Tyler Perry       | Bognár Tamás       |
| Yule                      | Timothée Chalamet | Jéger Zsombor      |
| Benedict Drask            | Ron Perlman       | Németh Gábor       |
| Riley Bina                | Ariana Grande     | Staub Viktória     |
| DJ Chello                 | Kid Cudi          | Gacsal Ádám        |
| Phillip                   | Himesh Patel      | Szvetlov Balázs    |
| June Mindy                | Melanie Lynskey   | Bartsch Kata       |
| Dan Pawketty              | Michael Chiklis   | Bartók László      |
| Adul Grelio               | Tomer Sisley      | Zöld Csaba         |
| Tenant képviselő          | Robert Joy        | Csuha Lajos        |
| Paula Woods               | Chris Everett     | Nádasi Veronika    |
| Themes tábornok           | Paul Guilfoyle    | Törköly Levente    |
| Conlon seriff             | Erik Parillo      | Rosta Sándor       |
| Dalia                     | Ashleigh Banfield | Szórádi Erika      |
| Evan Mindy                | Robert Radochia   | Kenéz Ágoston      |
| Nisha                     | Shimali De Silva  | Laudon Andrea      |
| Sammy                     | Sarah Nolen       | Sipos Eszter Anna  |

Emellett cameoszereplők is feltűnnek: Liev Schreiber mint Bash narrátor, Ashleigh Banfield újságíró mint Dalia Hensfield, Sarah Silverman mint Sarah Benterman és Chris Evans mint Devin Peters.

## A film készítése

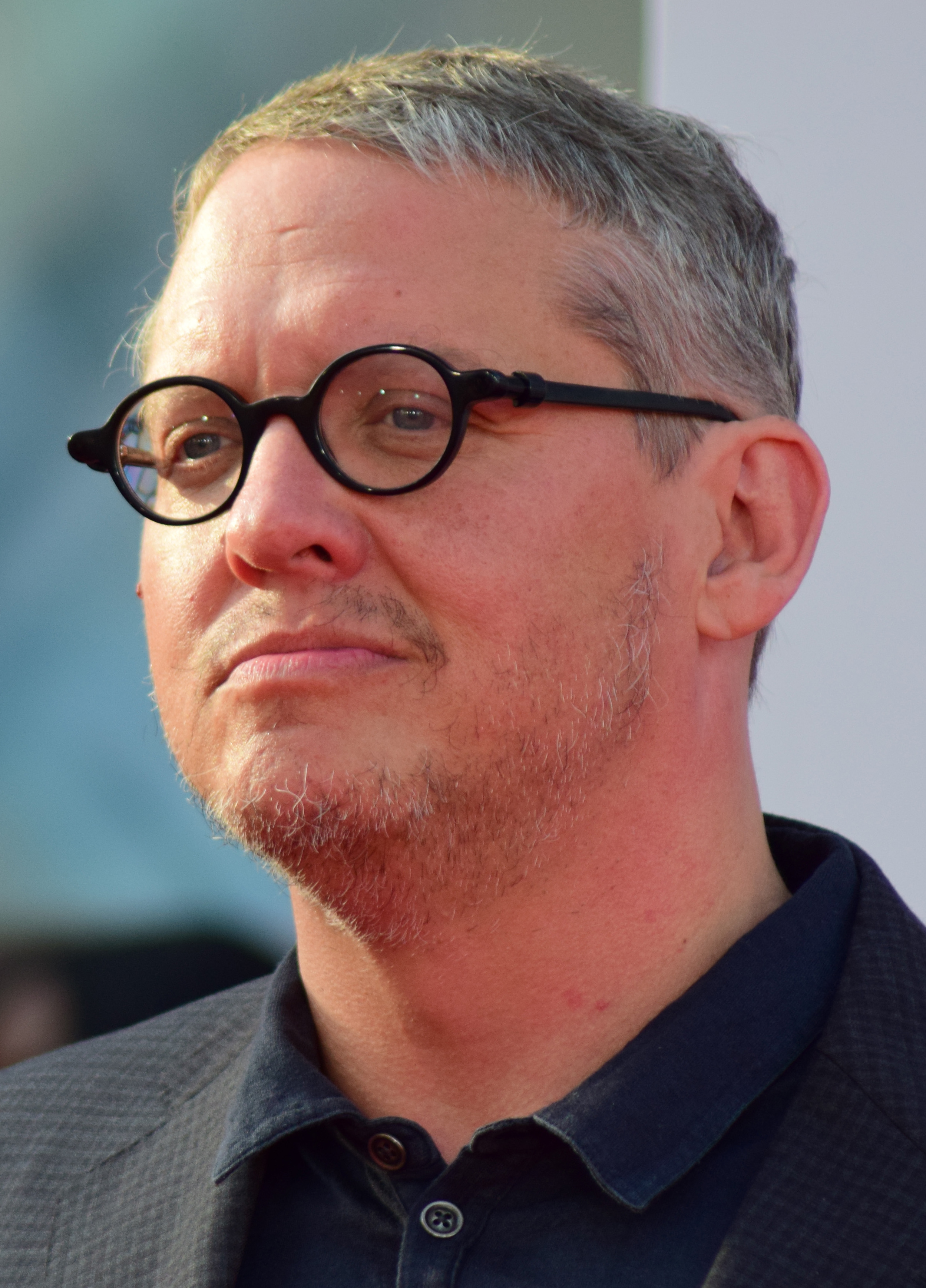
A forgatókönyvíró, rendező és producer Adam McKay

2019. november 8-án bejelentették, hogy a Paramount Pictures fogja forgalmazni a filmet, amelynek írója, rendezője és producere Adam McKay lesz a Hyperobject Industries nevű vállalat alatt. 2020. február 19-én a Netflix megvásárolta a filmet a Paramounttól, Jennifer Lawrence pedig szerepet kapott a filmben. 2020. május 12-én bejelentették, hogy Cate Blanchett csatlakozott a filmhez. 2020 szeptemberében Rob Morgan csatlakozott a szereplőgárdához. 2020 októberében Leonardo DiCaprio, Meryl Streep, Jonah Hill, Himesh Patel, Timothée Chalamet, Ariana Grande, Kid Cudi és Tomer Sisley is csatlakozott. McKay kimondottan Lawrence-nek írta Dibiasky szerepét, és négy-öt hónapot töltött DiCaprióval az ötletek átbeszélésével, és a forgatókönyv finomításával, mielőtt a színész végül aláírta a szerződést. 2020 novemberében Tyler Perry, Melanie Lynskey és Ron Perlman is csatlakozott a stábhoz. Mark Rylance és Michael Chiklis 2021 februárjában kerültek be a szereplőgárdába. Paul Guilfoyle-t májusban jelentették be.
A COVID-19 világjárvány miatt a forgatás elmaradt. A forgatás 2020. november 18-án kezdődött a Massachusetts állambeli Boston különböző helyszínein. A film egy része New Yorkban játszódik, ahol Bostont helyettesítik New Yorkkal. A forgatás más massachusettsi városokban is zajlott, többek között Brocktonban, Framinghamben és Westboroughban. 2021. február 5-én Jennifer Lawrence forgatás közben kisebb sérülést szenvedett, amikor egy kontrollált üvegrobbanás balul sült el. 2021. február 18-án a forgatás befejeződött.

## Megjelenés
Február 19-én jelentették be, hogy a Netflix 2020-ra tervezi a film megjelenését. A COVID-19 világjárvány miatt a film forgatása és bemutatása csúszott. A film 2021. december 10-én korlátozott számban került a mozikba, 2021. december 24-én pedig a Netflixen is elérhetővé vált. A film premierje 2021. december 5-én volt New Yorkban.
Annak ellenére, hogy a Netflix nem hozza nyilvánosságra a bevételeket, a film az első napon 500 moziból becslések szerint 260 ezer dollárt, a nyitóhétvégén pedig összesen 700 ezer dollárt hozott.